# Caprima albifrons
Caprima albifrons är en fjärilsart som beskrevs av Rothschild 1899. Caprima albifrons ingår i släktet Caprima och familjen bastardsvärmare. Inga underarter finns listade i Catalogue of Life.